# Haplacarus javensis
Haplacarus javensis är en kvalsterart som beskrevs av Hammer 1979. Haplacarus javensis ingår i släktet Haplacarus och familjen Lohmanniidae. Inga underarter finns listade i Catalogue of Life.